# Porri
Porri (en cors Porri) és un municipi francès, situat a la regió de Còrsega, al departament d'Alta Còrsega. L'any 1999 tenia 47 habitants.

## Demografia
| 1962 | 1968 | 1975 | 1982 | 1990 | 1999 |
| ---- | ---- | ---- | ---- | ---- | ---- |
| 39   | 84   | 74   | 36   | 34   | 47   |

## Administració
| Període | Identitat      | Partit | Qualitat |  |
| ------- | -------------- | ------ | -------- |  |
| 2001-   | Michel Vittori |        |          |  |